# John Benjamin Dancer
John Benjamin Dancer, né le 8 octobre 1812 et mort le 24 novembre 1887, est un scientifique britannique, créateur d'instrument, photographe et inventeur de la microphotographie. C'est également un des pionniers en matière de stéréographie. À partir de 1835, il prend contrôle de la fabrique d'instruments de son père. Il est alors responsable de diverses inventions mais ne breveta aucune de ses idées. En 1852, il invente l'appareil photographique stéréoscopique (brevet britannique 2064/1852). Il meurt à l'âge de 75 ans et est inhumé au cimetière de Brooklands à Sale.
Dancer améliore la Pile Daniell en 1838.
En 1842, il fit un daguerréotype du toit du Royal Exchange Theatre qui est la plus ancienne photographie connue montrant Manchester.